# Midwayklasse
De Midway-klasse vliegdekschepen waren een van de langst levende vliegdekschipontwerpen in de geschiedenis. Het eerste schip van de klasse, USS Midway, werd in 1945 in dienst genomen, en werd niet eerder uit dienst genomen dan 1992, kort nadat het nog in actie was geweest in de Golfoorlog.

## Geschiedenis
De CV-45-klasse schepen, toen nog zonder naam, werden als eerste voorgesteld in 1940 als een ontwerpstudie om het effect te bepalen van een gepantserd dek op een vliegdekschip met de grootte van de Essex-klasse. De resulterende berekeningen toonden aan dat het effect desastreus zou zijn voor de grootte van de luchtgroep. Het resulterende schip zou maximaal 45 toestellen kunnen meenemen, tegen 90-100 voor de standaard Essex-klasse vlootvliegdekschepen. Als resultaat werd er gezocht naar een groter vliegdekschip dat zowel de dekbepantsering als een grote luchtgroep kon herbergen. In tegenstelling tot de vliegdekschepen van de Royal Navy, waarbij het gepantserde dek onderdeel was van de scheepsconstructie, behield de Midway-klasse haar "sterktedek" op hangar-niveau en werd het gepansterde vliegdek onderdeel van een opbouw. Het gewicht van het gepantserde vliegdek werd gecompenseerd door het verwijderen van een geplande kruiser-kaliber batterij van 8 inch kanonnen en het terugbrengen van de 5 inch luchtafweerbatterijen van dubbel naar enkelloops. Ze zouden de laatste US Navy vliegdekschepen zijn die op deze manier werden geconstrueerd, de gigantische grootte van de Forrestal-klasse supercarriers vereiste het sterktedek op vliegdekniveau.
De resulterende vliegdekschepen waren zeer groot, met de mogelijkheid tot het meenemen van meer vliegtuigen dan elk ander vliegdekschip binnen de VS vloot (30-40 meer dan de Essex-klasse). In hun originele configuratie hadden Midway-klasse schepen een luchtgroep van bijna 130 vliegtuigen. Men kwam er echter al snel achter dat zo veel vliegtuigen niet meer fatsoenlijk kon worden gecontroleerd vanaf één schip.
Hoewel de schepen uitermate goede bescherming boden en een ongehoord grote luchtgroep, hadden ze ook een aantal ongewenste kenmerken. Intern was het schip erg krap en druk. De afstand tussen dek en waterlijn was ongekend laag voor zulke grote schepen. In zware zee schepten ze grote hoeveelheden water en rolden op zo'n manier dat de vliegoperaties eronder leden.
Geen van de schepen uit de klasse zag actie tijdens de Koreaanse Oorlog. Ze werden vooral uitgezonden naar de Atlantische Oceaan en de Middellandse Zee. Tijdens de jaren 50 werden alle schepen uitgerust met een hoekdek, stoomkatapults, spiegellandingssysteem en andere modificaties die het opereren van de nieuwe zware gevechtsvliegtuigen mogelijk maakten.
Alle drie de Midway-klasse schepen werden uitgezonden in de Vietnamoorlog. USS Coral Sea werd zes keer uitgezonden naar de Koraalzee, USS Midway werd drie keer uitgezonden en USS Franklin D. Roosevelt werd een keer uitgezonden voor terugkeer naar de Middellandse Zee.
In de jaren zeventig begonnen de vliegdekschepen, met name de Coral Sea en de Franklin D. Roosevelt hun leeftijd te vertonen. Ze behielden de F-4 Phantom II in hun luchtvloot, omdat ze te klein waren voor het opereren van de F-14 Tomcat of de S-3 Viking anti-onderzeeër vliegtuig. In 1977 werd de Franklin D. Roosevelt uit dienst genomen. Op haar laatste uitzending nam de Roosevelt AV-8 Harrier jump-jets aan boord om het concept van V/STOL vliegtuigen bij in de luchtvloot van een vliegdekschip te testen.
Coral Sea werd gered van uitdienstneming door de verkiezing van Ronald Reagan in 1980. Reagans voorgestelde 800-ship Navy gaf de overgebleven schepen een nieuwe levenskans. Coral Sea onderging extensieve refits om haar slechte conditie weer te verbeteren. Toen de F/A-18 Hornet operationeel werd midden jaren 80 werden deze door de Navy snel ingezet op de Midway en Coral Sea ter vervanging van de verouderde F-4s. In 1986 werd de Midway verder aangepast, door de romp zo aan te passen dat de ruimte tussen het dek en de waterlijn groter werd. Het was voor dat doel een succesvolle update, maar het schip kon geen vliegoperaties meer uitvoeren in zware zee. Daarom werd de update niet toegepast op de Coral Sea.
De Reagan tijdperk opleving kon niet voor altijd blijven bestaan. In 1990 werd de Coral Sea uit dienst genomen, welke al lang de bijnaam "Ageless Warrior" had gekregen. De Midway had nog één laatste oorlog waaraan hij mee moest doen, en was een van de zes vliegdekschepen die door de VS werden uitgezonden tegen Irak in de Golfoorlog. Een paar maanden na de oorlog verliet het laatste schip uit de klasse de Navy.
De Coral Sea werd langzaam gesloopt in Baltimore terwijl wettelijke en milieuproblemen continu haar lot vertraagden. Waarschijnlijk is ze het laatste grote oorlogsschip dat zal worden gesloopt in Noord-Amerika; uit dienst genomen supercarriers zullen afgezonken worden als kunstmatig rif (net als de USS Oriskany) of als schietschijf gebruikt worden (USS America), en zo zal het de opvolgers zeer waarschijnlijk ook vergaan. De Midway heeft meer dan tien jaar in de mottenballen gelegen in Bremerton, Washington voordat ze gered was door een museumgroep. Het schip is nu toegankelijk voor het publiek als museum in San Diego, Californië.